# Пероза-Канавезе
Пероза-Канавезе (итал. Perosa Canavese) — коммуна в Италии, располагается в регионе Пьемонт, в провинции Турин.
Население составляет 498 человек (2008 г.), плотность населения составляет 113 чел./км². Занимает площадь 5 км². Почтовый индекс — 10010. Телефонный код — 0125.
В коммуне 8 сентября особо празднуется Рождество Пресвятой Богородицы.

## Демография
Динамика населения:

## Администрация коммуны
- Официальный сайт: http://www.comune.perosa-canavese.to.it/